# Kanzleiassistent
Kanzleiassistent bezeichnet einen Ausbildungsberuf in Österreich, den es in einer Variante für den Einsatz in der Rechtsanwaltskanzlei (s. u.) und den Einsatz im Notariat gibt.

## Kanzleiassistent – Rechtsanwaltskanzlei
Kanzleiassistent – Rechtsanwaltskanzlei (umgangssprachlich Rechtskanzleiassistent) ist ein Ausbildungsberuf im juristischen Bereich in Österreich mit einer Ausbildungszeit von 3 Jahren. Die Regelung der Ausbildung ist in der Ausbildungsordnung für den Lehrberuf (BGBl II 1998/291) enthalten. Der Beruf wurde durch die Verordnung des Bundesministers für wirtschaftliche Angelegenheiten (BGBl II 1998/281) im August 1998 die Lehrberufsliste aufgenommen. Damit wurde der Beruf des Sekretärs beim Rechtsanwalt erheblich erweitert und ein neuer Beruf geschaffen. Neben dem Kanzleiassistent – Rechtsanwalt gibt es in Österreich für den notariellen Bereich den ebenfalls 3-jährigen Ausbildungsberuf Kanzleiassistent – Notariat.

### Ausbildung
Die Ausbildung erfolgt im dualen System, also an einer Berufsschule einerseits und bei einem Rechtsanwalt andererseits. Bei diesem Lehrberuf stehen das Koordinieren und Überwachen von Terminen, das Vorbereiten von Verhandlungen und Besprechungen, das Durchführen von Arbeiten im Rahmen des für Notariats- oder Anwaltskanzleien üblichen Zahlungsverkehrs oder der Umgang mit Gerichts- und Behördenangelegenheiten sowie das Erstellen statistischer Übersichten im Mittelpunkt.